# Siège de Villefranche-de-Conflent
Guerre des Faucheurs
Batailles
- Ille-sur-Têt (1640)
- Col de Balaguer (1640)
- Cambrils (1640)
- Martorell (1641)
- Montjuïc (1641)

- Tarragone (mai 1641) (ca)
- Constantí (1641)
- Catllar (1641) (ca)
- Tarragone (juillet 1641)
- Tarragone (août 1641)
- Almenar (1641) (ca)
- Montmeló (1642)
- La Granada (1642) (ca)
- Montsó (1642) (ca)
- Collioure (1642)
- Tortose (1642) (ca)
- Barcelone (1642)
- Perpignan (1642)
- Salses (1642)
- Lérida (1642)
- Carthagène (1643)

- Miravet (1643) (ca)
- Montsó (1643) (ca)
- Lérida (1644)
- Tarragone (1644) (d)
- Roses (1645)
- Saint-Laurent de Montgai (1645) (ca)
- Balaguer (1645)
- Lérida (1646)
- Sainte-Cécile (1646)
- Lérida (1647)
- Àger (1647)
- Constantí (1647)
- Tortose (1648)
- Vilafranca (1649)
- Montblanc (1649) (ca)
- Val d'Aran (1649-1650) (ca)
- Flix (1650)
- Tortosa (1650) (ca)
- Montblanc (1651)
- Montgat (1651)
- Barcelone (1651-1652)

- Castellon d'Empuries (1653)
- Gérone (1653)
- Villefranche-de-Conflent (1654)
- Puycerda (1654)
- Cadaqués (1655) (ca)
- Solsona (1655) (ca)
- Berga (1655) (ca)
- Castellfollit (1657) (ca)
- Camprodon (1658)

Le siège de Villefranche-de-Conflent s'est déroulé du 27 juin au 5 juillet 1654 entre les armées espagnole et française pendant la guerre des Faucheurs.

## Préambule
L'année 1653 est la dernière de la Fronde. La France reste pacifiée et seul Louis II de Bourbon-Condé, allié de l'Espagne, continue de lutter contre le roi de France, Louis XIV, dans la Flandre française. L'année suivante, Armand de Bourbon-Conti, réconcilié avec le cardinal Jules Mazarin, est envoyé en Roussillon pour reconquérir la principauté de Catalogne.

## La campagne
Le 16 juin 1654, 4 000 fantassins et 2 500 cavaliers français, sous le commandement de Jacques de Rougé du Plessis-Bellière, entrent en Catalogne via Le Perthus et se dirigent vers Castelló d'Empúries où les troupes hispaniques se replient et sont assiégées. Après la prise de la ville, le régiment d'infanterie de Montpezat y reste en garnison.
Le 25 juin le prince de Conti arrive à Perpignan, et le lendemain 26 il est décidé en conseil de guerre d'assiéger Villefranche-de-Conflent. Une avant-garde de 500 chevaux composée des régiments Catalans d'Ardena, Margarit et Calvo, Allemand régiment Balthasard et Français régiments Langès, Piloy et de La Fare accompagnés  de 1200 fantassins des régiments Français des Galères, Mérinville, Saint-Luc, Irlandais, régiment de Campels et le régiment Catalan Margarit se rendent au village, en simulant qu'une partie des troupes voulaient faire une entrée en Catalogne.
L'avant-garde commandée par Bussy-Rabutin franchit la Têt le 28 juin par un pont situé à Olette, qui est défendu avec peu d'opposition. Le lendemain le Prince de Conti arrive devant Villefranche-de-Conflent avec le reste de ses troupes : les régiments d'infanterie de Champagne, de Normandie, Anjou-Étranger, de Choupes, de Conti, de Rébé, de La Roque et des fusiliers d'Hocquincourt, et le reste de la cavalerie d'Ardena, et des régiments d'infanterie de Margarit, de Calvo, de Langès, de Piloy et de La Fare, avec les compagnies de Gardes, Chevaux-légers et Gendarmes de Conti. Le 29 au soir, des troupes hispaniques incendient le faubourg.
Le vendredi 3 juillet, la tranchée est ouverte et les travaux de mine commencent. Le 5 juillet, les troupes hispaniques capitulent et sont conduites à Perpignan. La ville n'avait reçu aucune aide de l'extérieur à l'exception de quelques groupes de miquelets espagnols qui harcelèrent les troupes françaises.
Ainsi se termina sans presque aucune résistance le siège de Villefranche-de-Conflent.
Les Français laissèrent 100 hommes du régiment des Galères et 150 du régiment des Campels en garnison à Villefranche-de-Conflent.

## Conséquences
Une fois Villefranche-de-Conflent prise, le prince de Conti se rendit à Puigcerdà, prenant la place après l'avoir assiégée et plus tard à Vic où il dut lever le siège. Néanmoins, les Français commandés par Josep d'Ardena ont également conquis Camprodon, Ripoll et Breda.

## Sources et bibliographie
- Mémoires de Roger de Rabutin, Comte de Bussy. Tome I.
- Gazette extraordinaire du 1er janvier 1655

- (ca) Cet article est partiellement ou en totalité issu de l’article de Wikipédia en catalan intitulé « Setge de Vilafranca de Conflent » (voir la liste des auteurs).